# Hartmut Rentzsch
Hartmut Rentzsch (* 2. Februar 1944) ist ein ehemaliger deutscher Fußballspieler und Fußballtrainer.

## Sportliche Laufbahn

### Anfänge in Karl-Marx-Stadt
Nach Spielen in den Nachwuchsmannschaften der BSG Motor Netzschkau trat Hartmut Rentzsch 1961 in die Fußballsektion des SC Motor Karl-Marx-Stadt ein, dessen Männermannschaft in der zweitklassigen DDR-Liga spielte. In der wegen der Umstellung vom Kalenderjahr-Spielrhythmus auf die Sommer-Frühjahr-Saison mit 39 Spielen ausgetragenen Saison 1961/62 stieg die Mannschaft in die DDR-Oberliga auf. Rentzsch, der auch eine Lehre zum Maschinenschlosser abgeschlossen hatte, blieb bis zum Ende der Spielzeit 1963/64 in Karl-Marx-Stadt, wo er in drei Oberligajahren 22 Punktspiele absolvierte, in denen er sieben Tore erzielte.

### Erfolgreich in Zwickau
Im Sommer 1964 wechselte Rentzsch zum Bezirksrivalen Motor Zwickau, der in der abgelaufenen Saison nur knapp dem Abstieg aus der Oberliga entronnen war. Meist als Mittelstürmer spielend führte sich Rentzsch gleich in der ersten Spielzeit bei den Westsachsen gut ein, mit elf Meisterschaftstoren war er erfolgreichster Schütze seiner Mannschaft. Dank seiner Tore erreichte Zwickau einen gesicherten Mittelfeldplatz in der Oberliga. Auch ein Jahr später war Rentzsch erneut treffsicherster Schütze der Zwickauer, wenn es diesmal auch nur zu acht Toren reichte. Seine erfolgreichste Saison feierte er 1966/67. Am 30. April 1967 gewann er mit seiner Mannschaft das DDR-Pokalendspiel gegen Hansa Rostock. Beim 3:0-Sieg steuerte er einen Treffer bei. Nach dem letzten Oberligaspieltag errang er seine zweite Trophäe, mit 17 Meisterschaftstoren war er Torschützenkönig der höchsten Spielklasse des DDR-Fußballs geworden. Nachdem er 225 Oberligaspiele für Motor / Sachsenring Zwickau absolviert hatte, zog sich Rentzsch 1975 vom aktiven Leistungssport zurück.

## Auswahleinsätze
Als Spieler von Motor Karl-Marx-Stadt wurde Hartmut Rentzsch zwischen April 1961 und Mai 1962 zehnmal in der DDR-Juniorenauswahl eingesetzt. In diesem Zeitraum war er mit vier Treffern der erfolgreichste Torschütze. Mit der U-18 nahm er im Frühjahr 1962 am UEFA-Juniorenturnier, der inoffiziellen Europameisterschaft dieser Altersklasse, teil, aber kam mit den DDR-Junioren trotz zwei Siegen in der Vorrunde nicht ins Halbfinale der Endrunde in Rumänien.
In seiner Zwickauer Zeit wurde Rentzsch in einem Spiel der B-Nationalmannschaft aufgeboten. Im September 1967 wurde Rentzsch in Eisenach gegen Ungarn (2:1) in der 78. Minute für Gerd Backhaus eingewechselt.

## Trainer
Nach seiner aktiven Fußballlaufbahn begann Rentzsch als Fußballtrainer zu arbeiten. Bei Sachsenring Zwickau war er von 1977 bis 1982 Assistenztrainer, dazwischen in der Saison 1978/79 Coach der Sachsenring-Mannschaft in der Nachwuchsoberliga. Von 1985 bis 1987 trainierte Rentzsch die Bezirksligamannschaft von Greika Greiz und ging danach zur BSG Einheit Elsterberg.